# Катастрофа Як-42 в Нанкине
Катастрофа Як-42 в Нанкине — крупная авиационная катастрофа, произошедшая в пятницу 31 июля 1992 года. Як-42Д авиакомпании China General Aviation выполнял внутренний рейс GP7552 по маршруту Нанкин—Сямынь, но при взлёте выкатился за пределы ВПП, врезался в ограждение и разрушился. Из 126 человек на его борту погибли 107 (98 пассажиров и 9 членов экипажа).

## Самолёт
Як-42Д с регистрационным номером B-2755 (заводской — 4520422116644, серийный — 14-02) выпущен Саратовским авиационным заводом 2 января 1992 года и в том же месяце поставлен китайской авиакомпании China General Aviation.

## Катастрофа
Самолёт выполнял пассажирский рейс GP7552 из Нанкина в Сямынь. На его борту находились 116 пассажиров и 10 членов экипажа. Примерно в 15:05 лайнер направился к полосе и после минутной задержки начал разбег. Як-42 оторвался и начал набор высоты, но затем, выйдя из-под контроля, вновь опустился на полосу, после чего выкатился с неё, пробежал 600 метров по земле и врезался в двухметровое ограждение. При столкновении авиалайнер взорвался, его фюзеляж разорвало на три части, после чего возник пожар. Часть обломков упала в расположенный поблизости пруд. Всего в происшествии погибли 98 пассажиров и 9 членов экипажа, то есть 107 человек. Встречаются также данные о 108 погибших.

## Причины
Причиной катастрофы была названа ошибка экипажа, который перед взлётом забыл переложить горизонтальный стабилизатор на кабрирование (подъём носа), что и привело к потере управления после отрыва от земли, а затем повторному касанию полосы.